# Grand Prix Hiszpanii 1988
Grand Prix Hiszpanii 1988 (oryg. Gran Premio Tio Pepe de España) – 14. runda Mistrzostw Świata Formuły 1 w sezonie 1988, która odbyła się 2 października 1988, po raz trzeci na torze Circuito Permanente de Jerez.
30. Grand Prix Hiszpanii, 18. zaliczane do Mistrzostw Świata Formuły 1.

## Klasyfikacja
| Legenda oznaczeń w tabelach wyników Wyświetl szablon na nowej stronie | Legenda oznaczeń w tabelach wyników Wyświetl szablon na nowej stronie                                                                     |
| Oznaczenie                                                            | Wyjaśnienie |
| --------------------------------------------------------------------- | --- |
| Złoty                                                                 | Zwycięzca lub mistrzostwo |
| Srebrny                                                               | 2. miejsce lub wicemistrzostwo |
| Brązowy                                                               | 3. miejsce lub II wicemistrzostwo |
| Zielony                                                               | Ukończył, punktował (w klasyfikacji generalnej, gdy zdobył co najmniej jeden punkt na przestrzeni sezonu, poza trzema powyższymi opcjami) |
| Niebieski                                                             | Ukończył, nie punktował (w klasyfikacji generalnej, gdy nie zdobył co najmniej jednego punktu na przestrzeni sezonu)                      |
| Czerwony                                                              | Nie zakwalifikował się (NZ) |
| Czerwony                                                              | Nie prekwalifikował się (NPK) |
| Różowy                                                                | Nie ukończył (NU) |
| Różowy                                                                | Niesklasyfikowany (NS) (w klasyfikacji generalnej, gdy nie został sklasyfikowany w żadnym wyścigu sezonu)                                 |
| Czarny                                                                | Zdyskwalifikowany (DK) |
| Czarny                                                                | Wykluczony (WYK/EX) |
| Biały                                                                 | Nie wystartował (NW) |
| Biały                                                                 | Kontuzjowany (K/INJ) |
| Biały                                                                 | Wyścig odwołany (OD/C) |
| Bez koloru                                                            | Został wycofany (WYC/WD) |
| Bez koloru                                                            | Nie przybył (NP/DNA) |
| Bez koloru                                                            | Nie brał udziału w treningach (NT/DNP) |
| Bez koloru                                                            | Nie został zgłoszony (–) |
| Pogrubienie                                                           | Start z pole position |
| Kursywa                                                               | Najszybsze okrążenie wyścigu |
| †                                                                     | Nie ukończył, ale jego rezultat został zaliczony ze względu na przejechanie więcej niż 90% dystansu wyścigu.                              |
| *                                                                     | Sezon w trakcie |
| 1/2/3                                                                 | Punktowana pozycja w sprincie kwalifikacyjnym                                                                                             |
| Lista systemów punktacji Formuły 1                                    | |

| Pos | No | Kierowca           | Konstruktor     | Okrążeń | Czas/powód NU | Poz. Start. | Punktów |
| --- | -- | ------------------ | --------------- | ------- | ------------- | ----------- | ------- |
| 1   | 11 | Alain Prost        | McLaren-Honda   | 72      | 1:48:43.851   | 2           | 9       |
| 2   | 5  | Nigel Mansell      | Williams-Judd   | 72      | + 26.232      | 3           | 6       |
| 3   | 19 | Alessandro Nannini | Benetton-Ford   | 72      | + 35.446      | 5           | 4       |
| 4   | 12 | Ayrton Senna       | McLaren-Honda   | 72      | + 46.710      | 1           | 3       |
| 5   | 6  | Riccardo Patrese   | Williams-Judd   | 72      | + 47.430      | 7           | 2       |
| 6   | 28 | Gerhard Berger     | Ferrari         | 72      | + 51.813      | 8           | 1       |
| 7   | 15 | Maurício Gugelmin  | March-Judd      | 72      | + 1:15.964    | 11          |         |
| 8   | 1  | Nelson Piquet      | Lotus-Honda     | 72      | + 1:17.309    | 9           |         |
| 9   | 20 | Thierry Boutsen    | Benetton-Ford   | 72      | + 1:17.655    | 4           |         |
| 10  | 36 | Alex Caffi         | Dallara-Ford    | 71      | + 1 okrążenie | 18          |         |
| 11  | 29 | Yannick Dalmas     | Larrousse-Ford  | 71      | + 1 okrążenie | 16          |         |
| 12  | 24 | Luis Perez-Sala    | Minardi-Ford    | 70      | + 2 Okrążeń   | 24          |         |
| 13  | 33 | Stefano Modena     | Euro Brun-Ford  | 70      | + 2 Okrążeń   | 26          |         |
| 14  | 30 | Philippe Alliot    | Larrousse-Ford  | 69      | + 3 Okrążeń   | 12          |         |
| NU  | 26 | Stefan Johansson   | Ligier-Judd     | 62      | Koło          | 21          |         |
| NU  | 18 | Eddie Cheever      | Arrows-Megatron | 60      | Podwozie      | 25          |         |
| NU  | 16 | Ivan Capelli       | March-Judd      | 45      | Silnik        | 6           |         |
| NU  | 17 | Derek Warwick      | Arrows-Megatron | 41      | Podwozie      | 17          |         |
| NU  | 22 | Andrea de Cesaris  | Rial-Ford       | 37      | Silnik        | 23          |         |
| NU  | 14 | Philippe Streiff   | AGS-Ford        | 16      | Silnik        | 13          |         |
| NU  | 27 | Michele Alboreto   | Ferrari         | 15      | Silnik        | 10          |         |
| NU  | 23 | Pierluigi Martini  | Minardi-Ford    | 15      | Skrz. biegów  | 20          |         |
| NU  | 2  | Satoru Nakajima    | Lotus-Honda     | 14      | Wypadł z toru | 15          |         |
| NU  | 21 | Nicola Larini      | Osella          | 9       | Zawieszenie   | 14          |         |
| NU  | 3  | Jonathan Palmer    | Tyrrell-Ford    | 4       | Podwozie      | 22          |         |
| NU  | 25 | René Arnoux        | Ligier-Judd     | 0       | Przepustnica  | 19          |         |
| NZ  | 10 | Bernd Schneider    | Zakspeed        |         |               |             |         |
| NZ  | 32 | Oscar Larrauri     | Euro Brun-Ford  |         |               |             |         |
| NZ  | 4  | Julian Bailey      | Tyrrell-Ford    |         |               |             |         |
| NZ  | 9  | Piercarlo Ghinzani | Zakspeed        |         |               |             |         |
| NPK | 31 | Gabriele Tarquini  | Coloni-Ford     |         |               |             |         |